# Большая поясничная мышца
Большая поясничная мышца (лат. Musculus psoas major) — мышца внутренней группы мышц таза.
Длинная веретенообразная. Начинается 5 зубцами от боковой поверхности тел XII грудного, четырёх верхних поясничных позвонков, а также соответствующих межпозвонковых дисков. Более глубокие мышечные пучки начинаются от поперечных отростков всех поясничных позвонков. Несколько суживаясь, мышца направляется книзу и немного кнаружи и, соединяясь с пучками подвздошной мышцы (лат. m. iliacus) образует общую подвздошно-поясничную мышцу (лат. m. iliopsoas).

## Функция
Мышца по своей сути является одной из головок лат. m. iliopsoas. Её функция аналогична функции данной мышцы.